# Flughafen Santa Rosa (Argentinien)

i8
i11
i13
Der Flughafen Santa Rosa (spanisch: Aeropuerto de Santa Rosa) ist ein argentinischer Flughafen nahe der Stadt Santa Rosa in der Provinz La Pampa. Der Flughafen wurde 1940 eingeweiht. 1971 wurde das Terminal gebaut, seit 1999 wird der Flughafen von Aeropuertos Argentinas 2000 betrieben. Es werden regelmäßig Flüge nach Buenos Aires angeboten.

## Fluggesellschaften und Flugziele
| Fluggesellschaft      | Ziele                      |
| --------------------- | -------------------------- |
| Aerolíneas Argentinas | Buenos Aires-Jorge Newbery |
| Quellen:              |                            |

## Zwischenfälle
- Am 27. November 1969 setzte eine Hawker Siddeley 748-105 der Aerolineas Argentinas (Luftfahrzeugkennzeichen LV-HHI) schon 3 Kilometer nördlich vom Flughafen Santa Rosa auf dem Boden auf. Die Maschine, die sich auf einem nächtlichen Sichtanflug befand, rutschte noch 200 m weit, prallte gegen einen Zaun und landete in einer Weidekoppel. Sie wurde dann durch einen Brand zerstört. Alle 28 Insassen, vier Besatzungsmitglieder und 24 Passagiere, überlebten den Unfall.[2]